# Jørgen Tauber Lassen
Jørgen Tauber Lassen (født 2. oktober 1935, død 28. februar 1995) var en dansk fagforeningsformand, der i 1980'erne var formand og direktør for Sammenslutningen af Firma-Funktionærer (SFF) samt formand for den tilknyttede Firma-Funktionærernes A-kasse, i dag kendt som fagforbundet og a-kassen Frie.

## Biografi
Fra 1960'erne vakte Jørgen Tauber Lassen opsigt i offentligheden ved at lægge sig ud med den etablerede fagbevægelse, med mange af de virksomheder, hvor SFF havde medlemmer og med formiddagsaviserne, der skrev kritiske historier om SFF.
Han blev i 1989 afsat fra stillingen som direktør og i 1990 afsat som formand for SFF på et delegeretmøde, som han erklærede ulovligt, ligesom han samme år også blev afsat som formand for FFA på et ekstraordinært repræsentantskabsmøde.
Det blev starten på en længere strid, hvor Jørgen Tauber Lassen gjorde Direktoratet for Arbejdsløshedsforsikring opmærksom på hvad han opfattede som uregelmæssigheder i de økonomiske forbindelser mellem SFF og FFA. Derpå fulgte en større udredning, blandt andet i form af beretninger fra Rigsrevisionen og Statsrevisorerne. Missionen lykkedes ikke. Statsrevisorerne fandt dog "stærkt kritisable forhold", men de lagde vægt på, at lovgivningen om tilsynet med de økonomiske relationer mellem arbejdsløshedskasser og faglige organisationer burde strammes op. Også i Folketinget blev sagen taget op, særligt af Fremskridtspartiet, der stillede ikke mindre end 130 spørgsmål i sagen og tillige fremsatte et beslutningsforslag om en uvildig undersøgelse.
I en sag anlagt i 1990 af FFA ved først Retten i Rudkøbing og siden Østre Landsret lev Jørgen Tauber Lassen pålagt at stoppe med at optræde som formand for FFA i offentligheden. Jørgen Tauber Lassen kvitterede med at anlægge en retssag mod SFF for uberettiget bortvisning. SFF tabte sagen og blev pålagt at betale 932.475,33 kroner til Lassen. Derudover førte sagen til en stribe injurieager anlagt af andre SFF-ledere, blandt andet mod folketingsmedlem Kim Behnke og Ekstra Bladets chefredaktør Bent Falbert. Efter Jørgen Tauber Lassens exit fra organisationerne fulgte også en række retssager mellem SSF/FFA og staten.
I oktober 1994 blev Jørgen Tauber Lassen begæret personligt konkurs af Firma-Funktionærernes Arbejdsløshedskasse, FFA. A-kassen havde et ukendt beløb til gode hos Jørgen Tauber Lassen, som man anså det for umuligt at inddrive.
Ved sin død boede han i Bøstrup på Langeland.